# Vôte ardennaise
La vôte ardennaise (ou vaute) originaire des Ardennes, tant françaises que belges, et consistant en une sorte de crêpe épaisse avec du lard.
Elle tire son nom du fait qu'elle est retournée (volte) et cuite sur les deux faces. 